# Opel Frontera

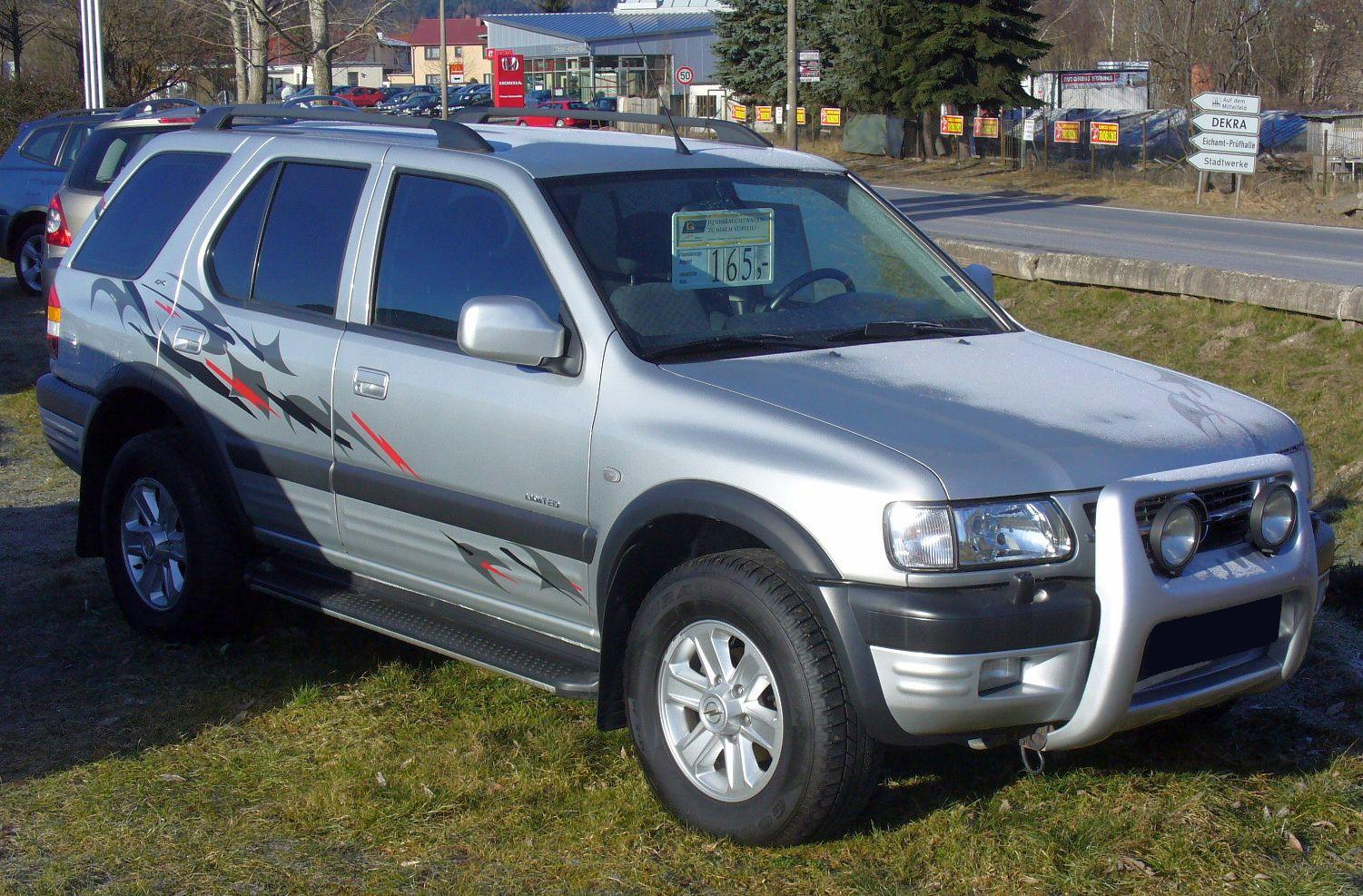
Opel Frontera Limited

Opel Frontera byl terénním automobilem německé automobilky Opel. Na trh přišla v roce 1991, jako pětidveřový off-road. Jejím základem byl vůz Isuzu Rodeo. O rok později se objevila i třídveřová varianta Sport. Od roku 1998 byla prodávána druhá generace.

## Popis
Konstrukce je klasická, na rámovém podvozku je osazena karoserie. Přesto vůz nebyl původně do terénu určen a provoz v něm mu nesvědčí. Až do roku 1995 byl v nabídce jen jeden turbodieselový motor. Ostatní vznětové jednotky pocházejí od Isuzu. Od roku 1995 byl v nabídce další turbodiesel o objemu 2,8 l, ale ten byl už o rok později nahrazen jednotkou 2,5l od VM Motori z vozu Alfa Romeo 164 a Jeep Grand Cherokee. Nabídka benzínových motorů také nebyla bohatá. Do roku 1995 používala Frontera k odpružení listová pera, po modernizaci pak vinuté pružiny. Vůz měl řaditelný pohon všech kol. 

## Motory

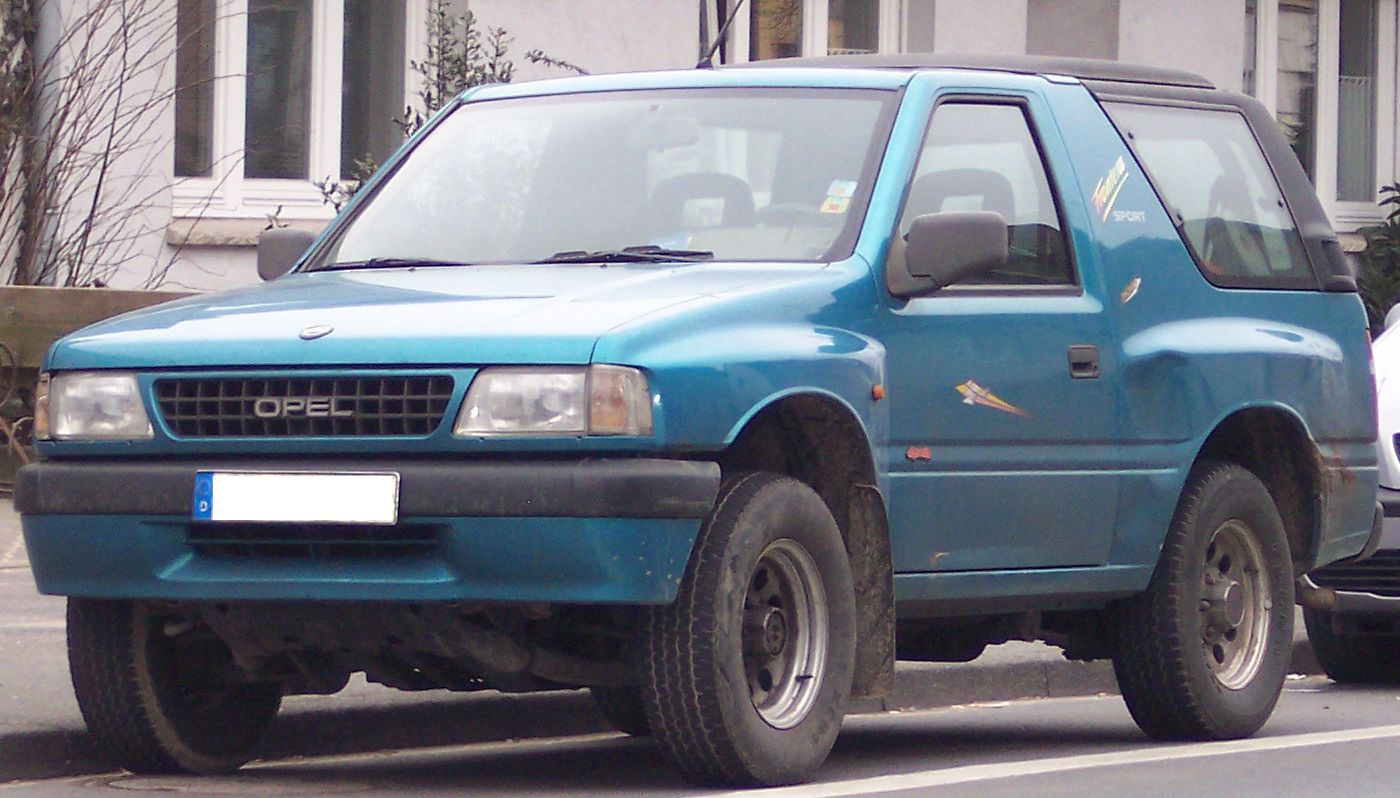
Frontera Sport

### Zážehové řadové čtyřválce
- 2,0i (85 kW)
- 2,4i (92 kW)
- 2,2i 16V (100 kW)

### Zážehové vidlicové šestiválce
- 3,2i V6 24V (151 kW)

### Vznětové řadové čtyřválce
- 2,3 TD (73 kW)
- 2,5 TDS (85 kW)
- 2,8 TDI (83 kW)
- 2,2 DTI (85 kW)
- 2.2 DTH (88kW)

## Rozměry
- 4192 × 1780 × 1721 (3D Sport)
- 4692 × 1764 × 1753 (5D) mm
- Rozvor: 2330 (3D), 2760 (50) mm
- Zavazadlový prostor: 300 (3D Sport) a 540 (5D) litrů
- Palivová nádrž: 80 litrů

## Historie
- 1991: Pětidveřová varianta s motory 2,4i a 2,3 TD přeplňovaný mechanickým kompresorem
- 1992: Třídveřová varianta Sport s motorem 2,0i
- 1995: Modernizace modelu. Vinuté pružiny vzadu a výkonnější brzdy, nový design interiéru. Motor 2,4i nahrazen novým 2,2i 16V, 2,3 TD nahrazen 2,8 TDI
- 1996: Motor 2,8 TDI nahrazen italským 2,5 TD
- 1998: Druhá generace modelu. Nový turbodiesel 2,2 DTI 16V o výkonu 85 kW, zážehový šestiválec 3,2i V6 24V - ten jen pro pětidveřové provedení
- 2000: Zážehový šestiválec také pro třídveřovou verzi.